# East Strelley River
Der East Strelley River ist ein Fluss in der Region Pilbara im Nordwesten des australischen Bundesstaates Western Australia.

## Geografie
Der Fluss entspringt unterhalb er Siedlung Falls Pound und fließt in nördlicher Richtung. Er unterquert bei Carlindie die Rippon Hills Road und dann den Great Northern Highway. Nördlich des Highway, südlich der Siedlung De Grey, mündet er in den De Grey River.

### Nebenflüsse mit Mündungshöhen
- McPhee Creek – 134 m
- Spring Creek – 126 m
- Six Mile Creek – 74 m
- West Strelley River – 30 m

(Quelle:)

### Durchflossene Seen
- Coonterunah Pool – 133 m[1]